# Traquet à tête blanche
Oenanthe leucopyga
Espèce
Statut de conservation UICN

 LC  : Préoccupation mineure
Le Traquet à tête blanche (Oenanthe leucopyga) est une espèce d'oiseau appartenant à la famille des Muscicapidae.

## Description
Adulte, cet oiseau peut mesurer entre 17 et 18,5 cm pour une envergure de 29 cm, à peu près aussi grand que le Traquet rieur. Il ressemble au Traquet à capuchon mais s'en distingue par la queue noire avec les rectrices externes totalement blanches.
Les jeunes sont bien différents puisqu'ils ne présentent pas de calotte blanche et arborent la queue caractéristique des traquets du genre Oenanthe, à savoir blanche avec un T renversé noir.

## Habitat
Le Traquet à tête blanche est un véritable oiseau du désert, fréquentant les zones sans végétation. Les Touaregs l'appellent « moula-moula ».
C'est un oiseau  vivant dans les déserts montagneux reculés, les plaines pierreuses, les ravins, les oueds, les escarpements, les lignes de failles, mais il est également présent dans les bâtiments ou à proximité des oasis.

## Répartition
Il est sédentaire et est présent dans le Maghreb et le Moyen-Orient.
La sous-espèce type vit en Égypte à l'ouest du Nil dans les oasis. La sous-espèce ernesti peuple ce pays à l'est du Nil dans le désert du Sinaï, mais aussi le sud d'Israël, la Jordanie et l'extrême nord de l'Arabie saoudite.

## Comportement

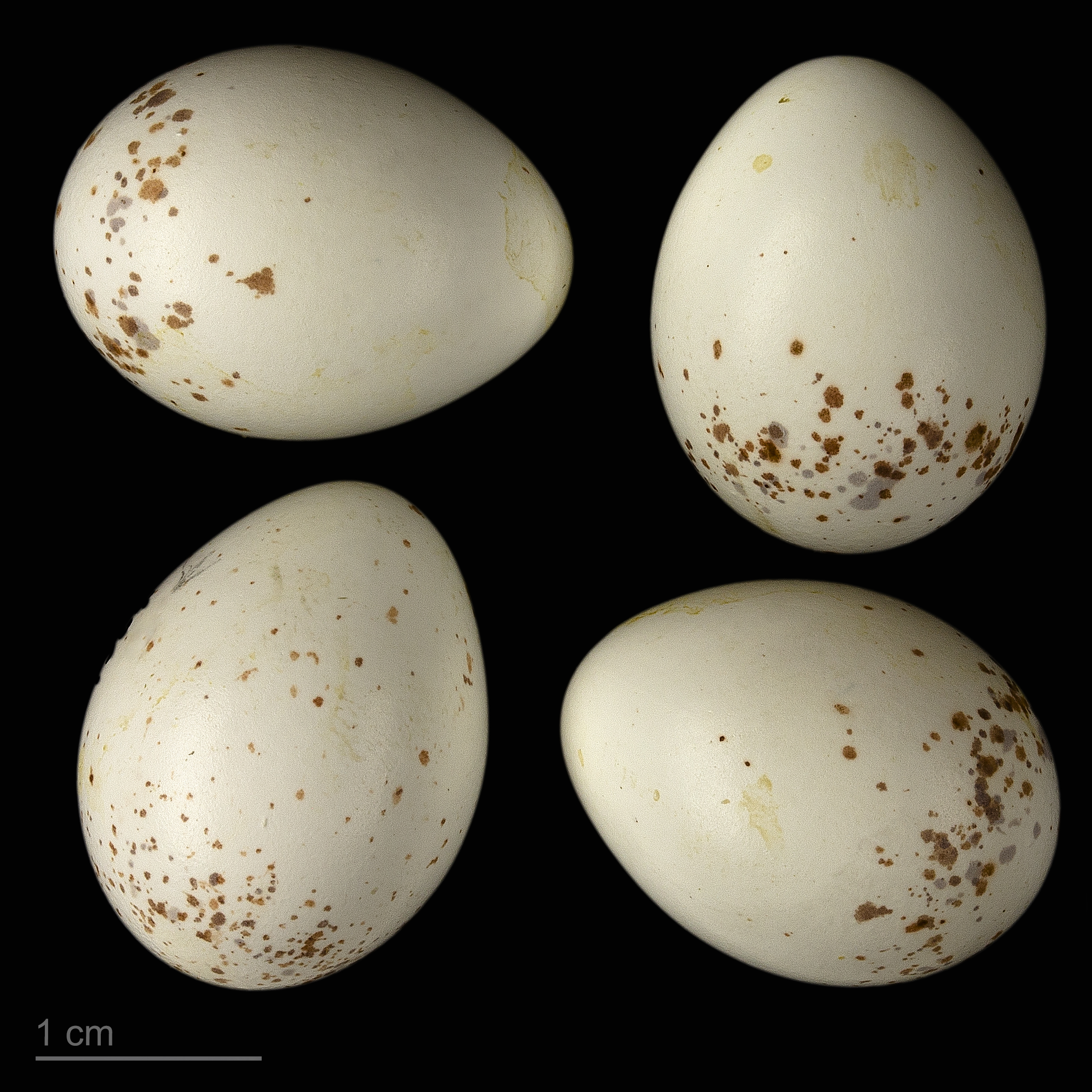
Oenanthe leucopyga aegra - MHNT

Généralement farouche, il peut être localement moins craintif. Sa voix au répertoire très riche est sonore avec de bonnes imitations. Il possède un chant avec de nombreux sifflements clair, le vol chanté restant occasionnel.

## Alimentation
Le Traquet à tête blanche consomme essentiellement des insectes. Il complète son régime avec des végétaux et de petits reptiles.